# 小甲
小甲（しょうこう）は殷朝の第7代王。太庚の子。太庚の弟という説もある。亳に都した。